# Isländische Fußballmeisterschaft 1928
Die isländische Fußballmeisterschaft 1928 war die 17. Spielzeit der höchsten isländischen Fußballliga.
Der Titel ging zum insgesamt fünften Mal und zum dritten Mal in Folge an den KR Reykjavík.

## Abschlusstabelle
| Pl. | Verein             | Sp. | S | U | N | Tore    | Quote | Punkte |
| --- | ------------------ | --- | - | - | - | ------- | ----- | ------ |
| 1.  | KR Reykjavík (M)   | 2   | 2 | 0 | 0 | 006:200 | 3,00  | 04:0   |
| 2.  | Valur Reykjavík    | 2   | 1 | 0 | 1 | 004:400 | 1,00  | 02:20  |
| 3.  | Víkingur Reykjavík | 2   | 0 | 0 | 2 | 005:900 | 0,56  | 0:40   |

| (M) | amtierender isländischer Meister |

### Kreuztabelle
Die Kreuztabelle stellt die Ergebnisse aller Spiele dieser Saison dar. Die Heimmannschaft ist in der ersten Spalte aufgelistet, die Gastmannschaft in der obersten Reihe. Die Ergebnisse sind immer aus Sicht der Heimmannschaft angegeben.
| 1928               | KR Reykjavík |     | Víkingur Reykjavík |
| KR Reykjavík       |              | 1:0 | 5:2                |
| Valur Reykjavík    | –            |     | 4:3                |
| Víkingur Reykjavík | –            | –   |                    |